# Jussara Lima
 Jussara Lima, née le 5 décembre 1960 à Fronteiras, est une sociologue et femme politique brésilienne. Elle est sénatrice fédérale depuis le 1er février 2023, suppléante de Wellington Dias. 
Débutant son parcours au PFL en tant que conseillère municipale de Fronteiras, elle devient adjointe au maire de la même municipalité en 2011 avec le Parti travailliste brésilien. En 2022, elle est élue première suppléante sénatrice du sénateur élu Wellington Dias avec le Parti social démocratique.

## Biographie

### Sociologue et femme politique
Fille de José Alves de Sousa et Maria Gomes Alves de Sousa, Jussara Lima est née le 5 décembre 1960 à Fronteiras, elle sort diplômée en tant que sociologue de l'l'Université catholique de Pernambuco (pt).
En 1988, elle est élue conseillère municipale de la municipalité de Fronteiras, devenant la première femme à être élue en tant que conseillère au sein de sa ville natale.
En 2011, lors d'une élection partielle de la municipalité de Fronteiras, Jussara Lima est élue maire adjointe de la municipalité avec le Parti travailliste brésilien,.
À partir de 2015 et pour des raisons familiales, elle devient membre du Parti social démocratique.
Lors des élections parlementaires d'octobre 2022, elle est élue première suppléante sénatrice de Wellington Dias (PT), ce dernier étant élu avec 941 444 voix.
En raison de la nomination de Wellington Dias en tant que ministre, ce denier est investi le 1er février 2023, lors de l'ouverture de la 57e législature du Congrès national, et comme tous les autres ministres élus, comme Flávio Dino ou Camilo Santana, leurs suppléants leur succèdent le lendemain, le 2 février.
Mais, Jussara Lima est membre du Parti social démocratique, et non du Parti des travailleurs. Lors de l'investiture de Wellington Dias en tant que ministre, cette dernière annonçait rejoindre le groupe parlementaire du PT lors de son investiture afin d'honorer le vote envers Dias.
Néanmoins, en raison d'un conflit et des négociations entre le PSD et Wellington Dias, l'investiture n'a pas eu lieu le 2 février, et le conflit a duré jusqu'au lundi 6 février, le ministre restant sénateur. Le 4 février, Dias annonce que sa suppléante prendra sa succession le 6 février. Néanmoins, la veille, le 5 février, le PSD réaffirme ne pas souhaiter céder Jussara Lima au Parti des travailleurs, des négociations se poursuivant même lors de son investiture annoncée.
Le 6 février, le jour où Jussara Lima prend ses fonctions officiellement, son fils Georgiano Neto (pt) (MDB) déclare qu'elle restera au PSD, justifiant que le PSD est aujourd'hui en coalition gouvernementale avec le PT et que Jussara Lima votera en fonction des positionnements de Lula et Wellington Dias.

### Vie privée
Mariée au député Júlio César de Carvalho Lima (pt) (PSD), elle est la mère du député d'État Georgiano Neto (pt) (MDB), et le couple a un autre enfant.